# Équipe du Nicaragua de football
Cet article traite de l'équipe masculine. Pour l'équipe féminine, voir Équipe du Nicaragua féminine de football.
Maillots
L'équipe du Nicaragua de football est une sélection des meilleurs joueurs nicaraguayens sous l'égide de la Fédération du Nicaragua de football.
Même si le Nicaragua n'est pas à proprement parler un pays de football – le baseball restant le sport le plus populaire en raison de l'influence culturelle américaine – cela n'a pas empêché la sélection de jouer des phases finales de tournois continentaux de la CONCACAF (1963, 1967, 2009 et plus récemment 2017 et 2019). En revanche, elle ne s'est jamais qualifiée à une Coupe du monde de football.

## Histoire

### Les débuts du Nicaragua (1929-1967)
L'équipe du Nicaragua joue son premier match chez son voisin du Salvador, le 1er mai 1929, et s'incline lourdement par 9-0. Entre 1941 et 1961, elle dispute plusieurs éditions de la Coupe CCCF, sans grand succès, puisqu'elle n'obtient que deux victoires en 28 matchs.
Après la création de la CONCACAF, en 1961, les Nicaraguayens participent à la 1re édition de la Coupe des nations de la CONCACAF en 1963, au Salvador, mais essuient quatre revers en quatre rencontres en phase finale. En 1967, ils disputent une deuxième phase finale et parviennent à tenir en échec 1-1 le Honduras, hôte du tournoi. Ils terminent pourtant bons derniers de la joute continentale.

### Une longue traversée du désert (1967-2009)
Pendant plus de quarante ans, la sélection du Nicaragua s'avère incapable de rejouer une phase finale de tournoi continental de la CONCACAF. En outre, elle ne prend part que très tardivement aux éliminatoires de la Coupe du monde de football puisqu'elle dispute ses premières qualifications en 1994. Ses résultats sont d'ailleurs catastrophiques car elle ne glane qu'un seul point, en 12 rencontres de qualification au Mondial entre 1994 et 2010, fruit d'un match nul obtenu à domicile contre Saint-Vincent-et-les-Grenadines (2-2), le 13 juin 2004, dans le cadre du 1er tour des éliminatoires de la Coupe du monde 2006.
La création de la Coupe UNCAF des nations, en 1991, permet au Nicaragua de disputer quelques matchs de compétition officielle face à ses voisins d'Amérique centrale. Ce n'est qu'en 2003 qu'il y obtient sa première victoire, le 21 février 2003, face au Panama (1-0, but d'Emilio Palacios). Quatre ans plus tard, il atteint pour la première fois le barrage pour la 5e place de la Coupe UNCAF des nations 2007, qualificatif à la Gold Cup 2007, mais est balayé par le Honduras qui s'impose dans les grandes largeurs (9-1).

### Le tournant de 2009: espoirs suscités et déceptions (2009-2014)

#### Gold Cup 2009
Lors de la Coupe UNCAF des nations 2009, le Nicaragua crée la surprise en éliminant le Guatemala (équipe supposée hiérarchiquement supérieure) en match de barrage pour une qualification en Gold Cup 2009, grâce à deux buts de son attaquant vedette Samuel Wilson. Cela lui ouvre la porte de sa troisième phase finale de tournoi continental, après 42 ans d'absence à ce niveau. Néanmoins, placés dans le groupe C de la compétition, les Pinoleros ne peuvent éviter la défaite face au Mexique (0-2), malgré une bonne résistance, et s'inclinent également 0-2 face à la Guadeloupe puis 0-4 contre le Panama.

#### L'ère Llena (2010-2014)
En décembre 2009, la FENIFUT promeut l'Espagnol Enrique Llena, entraîneur-adjoint de Ramón Otoniel Olivas – le responsable de la qualification nicaraguayenne à la Gold Cup 2009 – comme nouveau sélectionneur. Pour son premier tournoi, Llena parvient à se hisser jusqu'au match de barrage pour la 5e place de la Copa Centroamericana 2011, instance où les Pinoleros sont éliminés par le Guatemala qui les prive d'une qualification à la Gold Cup 2011 en s'imposant 2-1 et en prenant au passage sa revanche sur son élimination survenue au même stade de la compétition, deux ans auparavant. Des progrès sont entrevus à l'occasion des éliminatoires de la Coupe du monde 2014, où le Nicaragua obtient deux succès face à la Dominique (0-2 à Roseau et 1-0 à Managua), en l'occurrence ses premières victoires en phase de qualification pour la Coupe du monde. Cependant, ces résultats encourageants restent sans lendemain puisque l'équipe stagne au niveau régional en étant reléguée dès le 1er tour lors de la Copa Centroamericana 2013 puis se voit encore éliminée en match de barrage pour la 5e place l'année suivante (cette fois-ci par le Honduras qui s'impose petitement 1-0).

### L'ère Duarte (2015-2020)

#### Qualifications pour la Coupe du monde 2018
En novembre 2014, Llena est destitué et remplacé un mois plus tard par le Costaricien Henry Duarte. Sous la houlette de ce dernier, le Nicaragua réalise une bonne campagne de qualification lors des éliminatoires de la Coupe du monde 2018, en se hissant jusqu'au 3e tour préliminaire, et ce pour la première fois de son histoire. Les Pinoleros créent d'ailleurs la surprise lors dudit tour préliminaire en s'imposant 3-2 à Kingston, le 4 septembre 2015, chez les favoris jamaïcains, récents finalistes de la Gold Cup 2015. Néanmoins ils ne peuvent conserver cet avantage au match retour et s'inclinent 0-2 à domicile, ce qui met fin à leur parcours vers la Coupe du monde 2018. Comme corollaire de ce bon parcours en éliminatoires, le Nicaragua intègre pour la première fois le top 100 du classement mondial de la FIFA en octobre 2015 (95e place) et atteint sa meilleure position dans ce classement en décembre de la même année (92e place).

#### Gold Cup 2017
Cinquièmes de la Copa Centroamericana 2017, les Nicaraguayens sont assurés de disputer un barrage contre Haïti, cinquième de la Coupe caribéenne des nations 2017, afin de déterminer le dernier qualifié pour la Gold Cup 2017. Le 24 mars 2017, ils s'inclinent 3-1 lors de la manche aller au stade Sylvio-Cator de la capitale haïtienne. Le match retour, disputé à domicile quatre jours plus tard, connaît un scénario fou puisqu'un triplé de Juan Barrera offre la qualification aux Pinoleros alors qu'à cinq minutes de la fin le score était de 0-0. Grâce à cette improbable « remontada », le Nicaragua décroche le dernier sésame pour la Gold Cup, sa quatrième participation à un tournoi continental.
Suspendu pour le premier match de la Gold Cup, le sélectionneur Henry Duarte voit ses hommes s'incliner 2-0 face à la Martinique. De retour pour la deuxième rencontre, il ne peut empêcher une nouvelle défaite des siens devant le Panama (1-2). Quasiment éliminés, les Nicaraguayens s'inclinent une troisième fois face aux États-Unis, hôtes de la compétition, et retournent à la maison avec un zéro pointé.
En juin 2020, alors que son contrat expirait seulement en janvier 2021, Henry Duarte quitte ses fonctions d'un commun accord en raison de la Pandémie du Covid-19 et de l'arrêt des compétitions.

## Sélection actuelle
Mise à jour le 2 aout 2024
| N°         | Nom               | Date de naissance | Sélections (buts) | Club                 |
| ---------- | ----------------- | ----------------- | ----------------- | -------------------- |
| Gardiens   |                   |                   |                   |                      |
| 12         | Miguel Rodriguez  | 13 juin 2003      | 10 (0)            | SJK Seinäjoki        |
| 22         | Jason Vega        | 6 novembre 1995   | 2 (0)             | Real Estelí          |
| 1          | César Salandia    | 13 juin 2004      | 5 (0)             | Real Estelí          |
| Défenseurs |                   |                   |                   |                      |
| 19         | Oscar Acevedo     | 18 mars 1997      | 24 (2)            | Real Estelí          |
| 3          | Marvin Fletes     | 12 novembre 1997  | 32 (1)            | Real Estelí          |
| 4          | Henry Nino        | 3 octobre 1997    | 23 (1)            | Real Estelí          |
| 17         | Josué Quijano     | 10 mars 1991      | 90 (3)            | Real Estelí          |
| 13         | Justing Cano      | 2 mars 2002       | 3 (0)             | Diriangén            |
| 8          | Emmanuel Gomez    | 17 mai 2000       | 0 (0)             | Central Valley Fuego |
| 14         | Juan Perez        | 29 juin 1999      | 11 (3)            | Diriangén            |
|            | Cristian Reyes    | 2 novembre 1995   | 10 (0)            | Municipal Liberia    |
| Milieux    |                   |                   |                   |                      |
| 11         | Junior Artega     | 9 décembre 1999   | 13 (1)            | Diriangén            |
| 6          | Jeremy Cuarezma   | 28 mai 2000       | 1 (0)             | Managua              |
| 23         | Matias Moldskred  | 12 août 1997      | 25 (7)            | Sandnes Ulf          |
| 7          | Nextaly Rodriguez | 3 mars 1998       | 8 (1)             | Municipal Liberia    |
| 18         | Juan Barrera      | 2 mai 1989        | 82 (24)           | Managua              |
| 20         | Harold Medina     | 30 janvier 2002   | 22 (3)            | Real Estelí          |
| -          | Jacob Montes      | 20 octobre 1998   | 9 (4)             | RWD Molenbeek        |
| 2          | Kevin Serapio     | 9 avril 1996      | 26 (1)            | Managua              |
| Attaquants |                   |                   |                   |                      |
| 10         | Luis Coronel      | 25 février 1997   | 14 (3)            | Diriangén            |
| 15         | Jaime Moreno      | 30 mars 1995      | 36 (12)           | SJK Seinäjoki        |
| 16         | Bancy Hernandez   | 27 juin 2000      | 14 (2)            | Real Estelí          |
|            | Widman Talavera   | 12 janvier 2003   | 12 (1)            | Real Estelí          |

## Résultats

### Parcours en Coupe du monde
| Année | Position     |      | Année         | Position |                        | Année | Position |
| 1930  | Non inscrite | 1974 | Non inscrite  | 2010     | Non qualifiée          |       |          |
| 1934  | Non inscrite | 1978 | Non inscrite  | 2014     | Non qualifiée          |       |          |
| 1938  | Non inscrite | 1982 | Non inscrite  | 2018     | Non qualifiée          |       |          |
| 1950  | Non inscrite | 1986 | Non inscrite  | 2022     | Non qualifiée          |       |          |
| 1954  | Non inscrite | 1990 | Non inscrite  | 2026     | Éliminatoires en cours |       |          |
| 1958  | Non inscrite | 1994 | Non qualifiée | 2030     | À venir                |       |          |
| 1962  | Non inscrite | 1998 | Non qualifiée | 2034     | À venir                |       |          |
| 1966  | Non inscrite | 2002 | Non qualifiée |          |                        |       |          |
| 1970  | Non inscrite | 2006 | Non qualifiée |          |                        |       |          |

### Parcours en Gold Cup
| Année | Position          |      | Année             | Position |                   | Année | Position |
| 1963  | 1er tour          | 1991 | Tour préliminaire | 2011     | Tour préliminaire |       |          |
| 1965  | Tour préliminaire | 1993 | Tour préliminaire | 2013     | Tour préliminaire |       |          |
| 1967  | 6e place          | 1996 | Tour préliminaire | 2015     | Tour préliminaire |       |          |
| 1969  | Non inscrit       | 1998 | Tour préliminaire | 2017     | 1er tour          |       |          |
| 1971  | Tour préliminaire | 2000 | Tour préliminaire | 2019     | 1er tour          |       |          |
| 1973  | Non inscrit       | 2002 | Tour préliminaire | 2021     | Tour préliminaire |       |          |
| 1977  | Non inscrit       | 2003 | Tour préliminaire | 2023     | Disqualifiée      |       |          |
| 1981  | Non inscrit       | 2005 | Tour préliminaire | 2025     | Tour préliminaire |       |          |
| 1985  | Non inscrit       | 2007 | Tour préliminaire |          |                   |       |          |
| 1989  | Non inscrit       | 2009 | 1er tour          |          |                   |       |          |

### Parcours en Ligue des nations
| Édition   | Ligue | Phase de groupes | Phase de groupes | Phase de groupes | Phase de groupes | Phase de groupes | Phase de groupes | Phase de groupes | Phase finale | Phase finale | Phase finale | Phase finale | Phase finale | Phase finale | Phase finale | Phase finale |
| Édition   | Ligue | Class.           | M                | V                | N                | D                | BM               | BE               | Pays hôte    | Résultat     | M            | V            | N            | D            | BM           | BE           |
| --------- | ----- | ---------------- | ---------------- | ---------------- | ---------------- | ---------------- | ---------------- | ---------------- | ------------ | ------------ | ------------ | ------------ | ------------ | ------------ | ------------ | ------------ |
| 2019-2020 | B     | 3/4              | 6                | 2                | 1                | 3                | 9                | 11               | 2020         | Inéligible   | Inéligible   | Inéligible   | Inéligible   | Inéligible   | Inéligible   | Inéligible   |
| 2022-2023 | B     | 1/4              | 6                | 4                | 2                | 0                | 15               | 5                | 2023         | Inéligible   | Inéligible   | Inéligible   | Inéligible   | Inéligible   | Inéligible   | Inéligible   |
| 2023-2024 | B     | 1/4              | 6                | 5                | 1                | 0                | 17               | 1                | 2024         | Non qualifié | Non qualifié | Non qualifié | Non qualifié | Non qualifié | Non qualifié | Non qualifié |
| 2024-2025 | A     | 3/6              | 4                | 2                | 1                | 1                | 5                | 5                | 2025         | À venir      | À venir      | À venir      | À venir      | À venir      | À venir      | À venir      |
| 2026-2027 | A     | /4               | 0                | 0                | 0                | 0                | 0                | 0                | 2027         | À venir      | À venir      | À venir      | À venir      | À venir      | À venir      | À venir      |
| Total     | Total | Total            | 22               | 13               | 5                | 4                | 46               | 22               | Total        | Total        | 0            | 0            | 0            | 0            | 0            | 0            |

1. ↑  Disqualifiée

### Parcours en Coupe UNCAF des nations
- 1991 : Tour préliminaire
- 1993 : Tour préliminaire
- 1995 : Tour préliminaire
- 1997 : 1er tour
- 1999 : 1er tour
- 2001 : 1er tour
- 2003 : 6e place
- 2005 : 1er tour
- 2007 : 6e place
- 2009 : 5e place
- 2011 : 6e place
- 2013 : 1er tour
- 2014 : 6e place
- 2017 : 5e place

### Parcours en Coupe CCCF
- 1941 : 5e place
- 1943 : 4e place
- 1946 : 6e place
- 1948 : Non inscrit
- 1951 :  3e place
- 1953 : 6e place
- 1955 : Non inscrit
- 1957 : Non inscrit
- 1960 : Non inscrit
- 1961 : 1er tour

### Classement FIFA
| Année              | 1993 | 1994 | 1995 | 1996 | 1997 | 1998 | 1999 | 2000 | 2001 | 2002 | 2003 | 2004 | 2005 | 2006 | 2007 | 2008 | 2009 | 2010 | 2011 | 2012 | 2013 | 2014 | 2015 | 2016 | 2017 | 2018 |
| ------------------ | ---- | ---- | ---- | ---- | ---- | ---- | ---- | ---- | ---- | ---- | ---- | ---- | ---- | ---- | ---- | ---- | ---- | ---- | ---- | ---- | ---- | ---- | ---- | ---- | ---- | ---- |
| Classement mondial | 155  | 168  | 174  | 179  | 182  | 188  | 193  | 191  | 188  | 186  | 173  | 158  | 152  | 168  | 161  | 181  | 133  | 158  | 154  | 145  | 160  | 173  | 92   | 124  | 119  | 129  |

## Personnalités

### Principaux joueurs d'hier et d'aujourd'hui
| - Carlos Alonso - Juan Barrera - Rudel Calero - Carlos Chavarría - Luis Fernando Copete - Denis Espinoza - Raúl Leguías | - Franklin López - Emilio Palacios - Elvis Pinel - Josué Quijano - Manuel Rosas - David Solórzano - Samuel Wilson |

### Sélectionneurs
| - Edmundo Salas (1941) - Edy Kosovics (1943) - Santiago Bonilla (1953) - Carlos Ruiz (1961) - Livio Bendaña Espinoza (1967-1970) - Jan Fulop (1985-1986) - Salvador Dubois (1992) - Mauricio Cruz Jirón (1993-2001) | - Maurizio Battistini (2003-2004) - Marcelo Javier Zuleta (2005) - Carlos De Toro (2007-2008) - Mauricio Cruz Jirón (2008) - Ramón Otoniel Olivas (2008-2009) - Enrique Llena (2009-2014) - Javier Londoño (2014) (intérim) - Henry Duarte (2014-juin 2020) - Francisco Ramirez (août 2020-février 2022) - Marco Antonio Figueroa (depuis février 2022) |